# Distretto di Querocotillo
Il distretto di Querocotillo è uno dei quindici distretti  della provincia di Cutervo, in Perù. Si trova nella regione di Cajamarca e si estende su una superficie di 697,1 chilometri quadrati.

Ha per capitale la città di Querocotillo e contava 16.458 abitanti al censimento 2005.